# Українсько-сальвадорські відносини
Українсько-сальвадорські відносини — відносини між Україною та Республікою Сальвадор.
Сальвадор визнав незалежність України 25 жовтня 1992 року. Країни встановили дипломатичні відносини 14 квітня 1999 року.
Інтереси громадян України в Республіці Сальвадор захищає Посольство України на Кубі.

## Торгівля
За підсумками 2021 року експорт товарів до Сальвадору склав 978,7 тис.дол.США і порівняно з 2020 роком зменшився на 30%. Імпорт склав 12254,0 тис. дол. США та порівняно з 2020 роком збільшився на 63%. Сальдо є негативним і становить 1275,3 тис.дол.США.
В експорті до Сальвадору переважали жири та олії тваринного або рослинного походження (44,0% всього експорту), значну частку імпорту становили кава, чай (45,6%) та електричні машини (41,6%).